# Franz Windscheid
Franz Bernhard Adolf Ferdinand Windscheid (* 17. Mai 1862 in München; † 12. Februar 1910 in Leipzig) war ein deutscher Neurologe.

## Leben

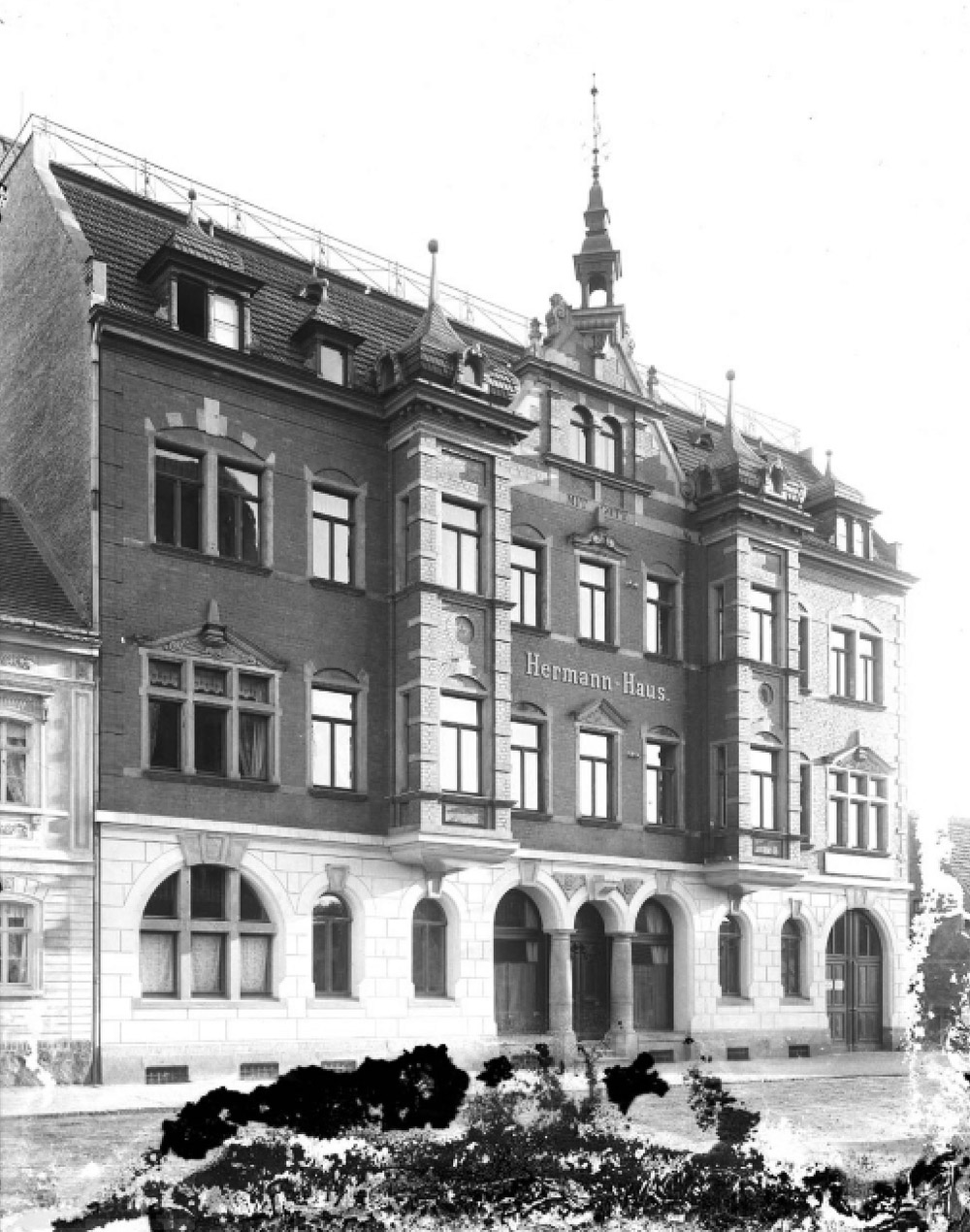
Das Hermann-Haus, Unfallnervenklinik der Sächsischen Baugewerks-Berufsgenossenschaft, in der Hauptstraße 44 in Stötteritz (heute Holzhäuser Straße 72; um 1905)

Der Sohn des Rechtsgelehrten Bernhard Windscheid studierte in München, Leipzig, Berlin und Kiel. Seit dem 1881 war er Mitglied der Studentenverbindung Akademischer Gesangverein München im SV. 1886 legte er die medizinische Staatsprüfung ab und wurde am 7. März 1887 an der Universität Leipzig zum Dr. med. promoviert. Anschließend arbeitete er als Assistent im Medizinisch-Poliklinischen Institut, dann an der Nervenabteilung der Medizinischen Poliklinik der Universität. 1891 habilitierte er sich in Leipzig und war als Privatdozent tätig. 1897 gründete er eine eigene Poliklinik für Nervenkrankheiten.
1900 wurde Windscheid Chefarzt der ersten Unfallnervenklinik Deutschlands, der im Herbst 1900 im damals noch eigenständigen Stötteritz eröffneten Unfallnervenklinik der Sächsischen Baugewerks-Berufsgenossenschaft Hermann-Haus. Die nach dem zuvor verstorbenen Vorsitzenden der Berufsgenossenschaft Hermann Storz benannte Klinik mit 40 Betten erfüllte eine ausschließliche Rehabilitations- bzw. Beobachtungsfunktion. Die Berufsgenossenschaft gab die Klinik nach der Eingemeindung von Stötteritz nach Leipzig auf. Im Juni 1911 ging das Haus in den Besitz der Stadt Leipzig über und nahm keine Unfallkranken mehr auf. Im März 1901 wurde Windscheid zum außerordentlichen Professor ernannt.
Besondere Verdienste erwarb sich Franz Windscheid auf dem Gebiet der Unfallheilkunde. Anhand von Einzelfällen und in zusammenfassenden Darstellungen veröffentlichte er mehrere Arbeiten über die durch Unfall hervorgerufenen Nervenkrankheiten und deren Behandlung. Ebenso setzte er sich für Gesetzesänderungen ein, die eine Entschädigung der Unfallverletzten beinhalteten.
Noch nicht 48 Jahre alt erlag Windscheid einem schweren Darmleiden. Er wurde zunächst im Ehrengrab der Universität Leipzig in der V. Abteilung des Neuen Johannisfriedhofs beerdigt, 1918 jedoch auf den Leipziger Südfriedhof (Abt. XV, Rab. 103) überführt.

## Schriften
- Die Anwendung der Elektrizität in der medicinischen Praxis (Medicinische Bibliothek für praktische Ärzte, Nr. 19–21), C. G. Naumann, Leipzig 1893.
- Die Diagnose und Therapie des Kopfschmerzes. Marhold, Halle a. d. S. 1897.
- Neuropathologie und Gynaekologie - Eine kritische Zusammenstellung ihrer physiologischen und pathologischen Beziehungen. S. Karger, Berlin 1897.
- Handbuch der sozialen Medizin. Bearbeitet von Moritz Fürst u. Franz Windscheid. G. Fischer, Jena 1903–1906. Verlagsanzeige für Bände 1-2, 4-8 (Band 3 nicht nachgewiesen/inkludiert)
  - Band 1 : Moritz Fürst. Stellung und Aufgaben des Arztes in der öffentlichen Armenpflege. Jena 1903
  - Band 2 : Karl Jaffé. Stellung und Aufgaben des Arztes auf dem Gebiete der Krankenversicherung. Jena 1903
  - Band 3 : offensichtlich kein Band 3 erschienen (in KVK kein Band 3 zu finden, auch Verlagsanzeige ohne Band 3)
  - Band 4.1 : Friedrich Jessen, Max Nonne, Johannes Ritter, Eduard Bernhard Albrecht Nocht & Georg Ilberg. Soziale Krankenpflege in Krankenhäusern : Irrenanstalten, Idioten- und Epileptikeranstalten mit besonderer Berücksichtigung der Tätigkeit des Arztes in denselben. Jena 1904
  - Band 4.2 : Bernhard Nocht. Die ärztliche Mitwirkung bei der sozialen Fürsorge im Seeverkehr. Jena 1904
  - Band 5.1 : Leopold Henius. Samariter- und Rettungswesen. Jena 1905
  - Band 5.2 : Hans Friedheim. Das Militär-Sanitätswesen. Jena 1905
  - Band 6 : Theodor Sommerfeld. Der Gewerbearzt. Jena 1905
  - Band 7 : Siegfried Bettmann. Die ärztliche Überwachung der Prostituierten & Gustav Schmalfuss. Stellung und Aufgaben des Ammenuntersuchungsarztes. Jena 1905
  - Band 8.1 : Franz Windscheid. Der Arzt als Begutachtung auf dem Gebiete der Unfall- und Invalidenversicherung. Erste Abteilung: Innere Erkrankungen mit besonderer Berücksichtigung der Unfallnervenkrankheiten. Jena 1905
  - Band 8.2 : Paul Sudeck. Der Arzt als Begutachter auf dem Gebiete der Unfall- und Invalidenversicherung. Zweite Abteilung. Chirurgische Erkrankungen, besonders der Bewegungsorgane. Jena 1906